# 南撫建道
南撫建道，清朝设置的道，属于江西省。
顺治三年（1646年）设江西粮储道，驻南昌府，管理江西粮务。顺治十六年（1659年）裁撤后恢复。康熙十年（1671年）裁撤粮储道，设督粮道。雍正九年（1731年），分巡南昌府、抚州府、建昌府，改为督粮兼巡南撫建道。乾隆十三年（1748年）为江西通省督粮道兼巡南撫建等处地方，按察使司副使衔。乾隆二十三年（1758年），兼水利衔，光绪年间称督粮兼巡南撫建道。光绪三十四年（1908年），裁撤。